# 하시딤

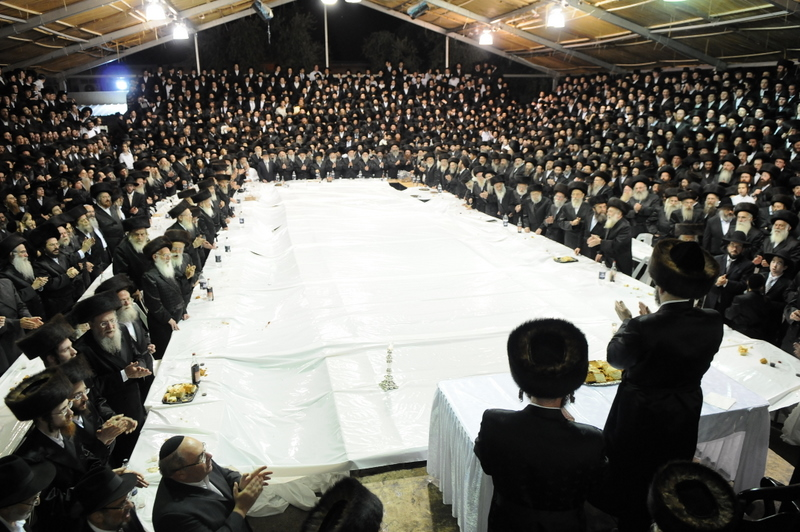
초막절에서 모인 하시딤 회의, 2009.

하시딤(히브리어: חסידות, hasidut, "경건")이란 유대인 종교모임이다. 18세기 현대 서구 우크라이나에서 일어난 영적 부흥 운동으로 동유럽 전역으로 빠르게 퍼졌다. 오늘날은 이스라엘과 미국에서 대부분 가입체가 있다. 이스라엘 벤 엘리에제르가 창립자로 알려져 있다. 현재 하시딤은 하레디파의 소속된 회원으로 종교적 보수주의와 사회분리로 잘 알려져 있다. 하시딤은 이디시어를 사용한다. 2016년 13만명의 회원들이 있다.